# Wszyscy myślą tylko o jednym?
Wszyscy myślą tylko o jednym? (tytuł oryg. Is It Just Me?) – amerykański film fabularny z 2010 roku, napisany i wyreżyserowany przez J.C. Calciano. W rolach głównych wystąpili w nim Nicholas Downs, Adam Huss oraz David Loren. Światowa premiera projektu miała miejsce w styczniu 2010 w trakcie Międzynarodowego Festiwalu Filmowego w Palm Springs. W Polsce obraz udostępniony został klientom serwisu VOD OutFilm.pl w 2012 roku.

## Opis fabuły
Blaine jest młodym, nieśmiałym dziennikarzem, większość czasu spędzającym na pisaniu. Współlokator chłopaka, Cameron, stanowi jego całkowite przeciwieństwo: jest atrakcyjnym, wyzwolonym tancerzem go-go o ognistym temperamencie. Obaj mężczyźni są gejami, lecz tylko Cameron wiedzie udane życie uczuciowe i seksualne, podczas gdy Blaine pozostaje samotnikiem. Niespodziewanie w serwisie randkowym Blaine poznaje swój potencjalny ideał męskości. Szybko okazuje się, że jest nim Xander, w którym bohater skrycie się zadurzył. Pech chce, że na profil Blaine'a na gejowskim portalu trafiają wyuzdane zdjęcia Camerona. Blaine wierzy, że Xander nieświadomie interesuje się jego współlokatorem, choć podczas długich telefonicznym rozmów poznawał jego samego.

## Obsada
- Nicholas Downs − Blaine
- Adam Huss − Cameron
- David Loren − Xander
- Bruce Gray − Ernie
- Michelle Laurent − Michelle
- Michael Donahue − Antonio
- Bob Rumnock − Bob
- Oskar Rodriguez − tancerz go-go

## Wydanie filmu
Światowa premiera filmu odbyła się w styczniu 2010 roku w Kalifornii; obraz zaprezentowano wówczas widzom Międzynarodowego Festiwalu Filmowego w Palm Springs. W kwietniu tego roku projekt wyświetlono w trakcie festiwalu w Newport Beach, a 22 czerwca − podczas FRAMELINE − San Francisco International LGBT Film Festival. W lipcu 2010 Wszyscy myślą tylko o jednym? stał się częścią Outfest, kalifornijskiego festiwalu kina o tematyce LGBT. 1 października 2010 odbyła się nowojorska premiera filmu, a półtora miesiąca później, 16 listopada, obraz wydany został na rynku DVD w amerykańskich sklepach. Dodatkowo pokazywano komedię podczas Detroit Independent Film Festival oraz Honolulu Rainbow Film Festival. 10 stycznia 2012 film miał premierę DVD w Holandii; tego samego roku udostępniony został klientom polskiego serwisu VOD OutFilm.pl. Na terenie Polski dystrybuowano także dyski DVD z filmem.

## Opinie
Dziennikarze czasopisma The Ray Magazine określili film jako "świeży, szczery i dobrze zrealizowany". W recenzji dla magazynu Honolulu Adviser pamflecista uznał, że projekt jest "pełen serca". Michelle Orange (The Village Voice) skwitowała obraz jako "ekranową kliszę".

## Nagrody i wyróżnienia
- Detroit Independent Film Festival:
  - nagroda w kategorii najlepszy film fabularny[3]
- Honolulu Rainbow Film Festival:
  - Tęczowa Nagroda[3]